# معاملة المثليين في صوماليلاند
يواجه الأشخاص من المثليين والمثليات ومزدوجي التوجه الجنسي والمتحولين جنسياً (اختصاراً: LGBT) في صوماليلاند تحديات قانونية واجتماعية لا يواجهها غيرهم من المغايرين جنسيا. يعتبر النشاط الجنسي المثلي بين الرجال وبين النساء غير قانوني في صوماليلاند، مع عقوبة قد تصل للإعدام. كما أن المنازل التي يعيش فيها الشركاء المثليون غير مؤهلة للحصول على نفس الحماية القانونية المتاحة للأزواج المغايرين، مع وجود عدة تقارير تتحدث عن مستوى عالي من التمييز والانتهاكات ضد مجتمع المثليين.

## قانونية النشاط الجنسي المثلي

### الدولة العثمانية
في عام 1858، قننت الدولة العثمانية النشاط الجنسي المثلي.

### شرق أفريقيا الإيطالي
في عام 1940 ، غزت إيطاليا أرض الصومال البريطانية وضمتها إلى شرق أفريقيا الإيطالية. نظرًا لأن النشاط الجنسي المثلي كان قانونيًا في إيطاليا منذ عام 1890، فقد أصبح قانونيًا في أرض الصومال البريطانية. في عام 1941، احتل البريطانيون أرض الصومال البريطانية وأعادوا قوانين السدومية.

### الصومال البريطاني
قبل الاستقلال عن البريطانيين، تم تطبيق «قانون العقوبات الهندي 1860» في أرض الصومال البريطاني.

### الجمهورية الصومالية
في عام 1964، دخل قانون العقوبات الجديد حيز التنفيذ في الجمهورية الصومالية. ينص القانون على أنه «يعاقب كل من قام باتصال جسدي مع شخص مثلي، حيث لا يشكل الفعل جريمة أشد خطورة، بالسجن من ثلاثة أشهر إلى ثلاث سنوات. حيثما يكون الفعل المرتكب فعل فعل مختلف من الشهوة من الجماع الجسدي، تخفف العقوبة المفروضة بمقدار الثلث». ومنذ ذلك الحين ألغت المملكة المتحدة تلك القوانين التي اعتبرتها واحدة من أكثر القوانين التمييزية التي وضعتها قوة عالمية سابقة. وقد قننت المملكة المتحدة كلا من المثلية الجنسية والشراكة المدنية وزواج المثليين للأزواج والشركاء المثليين.

### صوماليلاند
في عام 1991، أعلنت صوماليلاند نفسها كدولة مستقلة. تواصل صوماليلاند تطبيق قانون العقوبات لعام 1964 في البلاد. إن عدم إلغاء القانون هو أحد الأسباب، كما لاحظ العلماء الأوروبيون، لماذا لن تعترف بعض الدول الأوروبية المتقدمة باستقلال صوماليلاند.

## ملخص
| قانونية النشاط الجنسي المثلي                                                                  | (العقوبة: تصل حتى الإعدام)          |
| المساواة في السن القانوني للنشاط الجنسي                                                       | No                                  |
| قوانين مكافحة التمييز في التوظيف                                                              | No                                  |
| قوانين مكافحة التمييز في توفير السلع والخدمات                                                 | No                                  |
| قوانين مكافحة التمييز في جميع المجالات الأخرى (تتضمن التمييز غير المباشر، خطاب الكراهية)      | No                                  |
| قوانين مكافحة أشكال التمييز المعنية بالهوية الجندرية                                          | No                                  |
| زواج المثليين                                                                                 | No                                  |
| الاعتراف القانوني بالعلاقات المثلية                                                           | No                                  |
| تبني أحد الشريكين للطفل البيولوجي للشريك الآخر                                                | No                                  |
| التبني المشترك للأزواج المثليين                                                               | No                                  |
| يسمح للمثليين والمثليات ومزدوجي التوجه الجنسي والمتحولين جنسيا بالخدمة علناً في القوات المسلحة | No                                  |
| الحق بتغيير الجنس القانوني                                                                    | No                                  |
| علاج التحويل محظور على القاصرين                                                               | No                                  |
| الحصول على أطفال أنابيب للمثليات                                                              | No                                  |
| الأمومة التلقائية للطفل بعد الولادة                                                           | No                                  |
| تأجير الأرحام التجاري للأزواج المثليين من الذكور                                              | (غير قانوني للأزواج المغايرين كذلك) |
| السماح للرجال الذين مارسوا الجنس الشرجي التبرع بالدم                                          | No                                  |